# Luis Manuel López Alfaro
Luis Manuel López Alfaro (ur. 21 czerwca 1963 w Meksyku) – meksykański duchowny katolicki, biskup pomocniczy San Cristóbal de Las Casas w latach 2020-2025, biskup Tapachula od 2025. 

## Życiorys

### Prezbiterat
Święcenia kapłańskie otrzymał 15 sierpnia 1991 i został inkardynowany do diecezji Toluca. Przez kilkanaście lat pracował jako duszpasterz parafialny oraz jako wychowawca niższego seminarium duchownego. W 2004 uzyskał inkardynację do diecezji San Cristóbal de Las Casas. Pełnił w niej funkcje m.in. wikariusza biskupiego ds. duszpasterskich, wykładowcy wyższego seminarium oraz wikariusza generalnego.

### Episkopat
6 czerwca 2020 papież Franciszek mianował go biskupem pomocniczym diecezji San Cristóbal de Las Casas, ze stolicą tytularną Garba. Święceń biskupich udzielił mu 28 sierpnia 2020 biskup San Cristóbal de Las Casas, Rodrigo Aguilar Martínez.
9 kwietnia 2025 papież Franciszek przeniósł go na urząd biskupa diecezji Tapachula. 